# Oppenheim (Alemania)
Oppenheim (pronunciación en alemán: /ˈɔpn̩ˌhaɪ̯m/ⓘ) es una ciudad alemana ubicada en la orilla oeste del Rhin, en el estado federado de Renania-Palatinado, distrito de Maguncia-Bingen. Constituye un importante centro vinícola de la región.
Perteneció al Electorado del Palatinado, fue conquistada el 14 de septiembre de 1620 por las tropas españolas y tomada por los suecos en junio de 1631.

## Ubicación
Se encuentra a mitad de camino entre las ciudades de Maguncia y Worms, en la orilla oeste del Rin.

## Población
El 31 de diciembre de 2015 contaba con una población de 7300 habitantes.

## Lugares de interés
- Museo alemán de la viticultura.
- Iglesia de Santa Catalina (Katharinenkirche), importante templo gótico cuyas obras de construcción se iniciaron en 1225.